# Liste der Einträge im National Register of Historic Places im Beckham County
Diese Liste der Einträge im National Register of Historic Places im Beckham County enthält alle im Beckham County, Oklahoma in das National Register of Historic Places eingetragenen Gebäude, Bauwerke, Objekte, Stätten oder historischen Distrikte.
Diese Liste entspricht dem Bearbeitungsstand des National Park Service/National Register of Historic Places vom 11. Oktober 2024.

## Legende
| NRHP | Historic Place             |
| HD   | National Historic District |

## Aktuelle Einträge
| [ 2 ] | Name                             | Bild                             | Eintragsdatum                 | Lage                                                                                      | Ort           | Beschreibung |
| ----- | -------------------------------- | -------------------------------- | ----------------------------- | ----------------------------------------------------------------------------------------- | ------------- | ------------ |
| 1     | Beckham County Courthouse        | Beckham County Courthouse        | 23. Aug. 1984 ID-Nr. 84002968 | Courthouse Square 35° 17′ 28,7″ N, 99° 38′ 12,3″ W                                        | Sayre         |              |
| 2     | Casa Grande Hotel                | Casa Grande Hotel                | 23. Feb. 1995 ID-Nr. 95000043 | 103 E. 3rd Street 35° 24′ 43″ N, 99° 24′ 15″ W                                            | Elk City      |              |
| 3     | J. W. Danner House               | J. W. Danner House               | 13. März 2002 ID-Nr. 02000169 | 408 N. 4th Street 35° 17′ 42″ N, 99° 38′ 21,8″ W                                          | Sayre         |              |
| 4     | Edwards Archeological Site       |                                  | 19. Sep. 1973 ID-Nr. 73001554 | Adresse nicht veröffentlicht                                                              | Carter        |              |
| 5     | First National Bank              | First National Bank              | 11. Dez. 1979 ID-Nr. 79001987 | 101 S. Main Street 35° 12′ 53,2″ N, 99° 52′ 0,9″ W                                        | Erick         |              |
| 6     | Hedlund Motor Company Building   | Hedlund Motor Company Building   | 22. Sep. 1983 ID-Nr. 83002072 | 206 S. Main 35° 24′ 35″ N, 99° 24′ 15″ W                                                  | Elk City      |              |
| 7     | Magnolia Service Station         | weitere Bilder                   | 23. Feb. 1995 ID-Nr. 95000028 | südwestlich der Straßenecke der Elm St. und der U.S. Route 66 35° 13′ 8″ N, 99° 59′ 29″ W | Texola        |              |
| 8     | Sayre Champlin Service Station   | weitere Bilder                   | 3. März 2004 ID-Nr. 04000130  | 126 West Main 35° 17′ 27″ N, 99° 38′ 27″ W                                                | Sayre         |              |
| 9     | Sayre City Park                  | weitere Bilder                   | 3. März 2004 ID-Nr. 04000127  | südlich der Straßenkreuzung der E1200 Rd. und N1870 Road 35° 16′ 28″ N, 99° 38′ 43″ W     | Sayre         |              |
| 10    | Sayre Downtown Historic District | Sayre Downtown Historic District | 9. Dez. 2002 ID-Nr. 02000972  | Main und 4th Street 35° 17′ 29″ N, 99° 38′ 21,8″ W                                        | Sayre         |              |
| 11    | Sayre Rock Island Depot          | Sayre Rock Island Depot          | 9. Juni 2000 ID-Nr. 00000654  | 106 E. Poplar 35° 17′ 35″ N, 99° 38′ 19″ W                                                | Sayre         |              |
| 12    | Storm House                      | Storm House                      | 6. Okt. 1983 ID-Nr. 83004162  | 721 W. Broadway 35° 24′ 40″ N, 99° 24′ 45″ W                                              | Elk City      |              |
| 13    | Vannerson Homestead              |                                  | 8. Dez. 2015 ID-Nr. 15000865  | Adresse nicht veröffentlicht                                                              | Erick, Vorort |              |
| 14    | West Winds Motel                 | West Winds Motel                 | 27. Mai 2004 ID-Nr. 04000520  | 623 Roger Miller 35° 12′ 55″ N, 99° 52′ 23″ W                                             | Erick         |              |
| 15    | Whited Grist Mill                | Whited Grist Mill                | 1. Jan. 1976 ID-Nr. 76001554  | Old Town Museum, W. 3rd St. und N. Pioneer Road 35° 24′ 44,6″ N, 99° 26′ 5″ W             | Elk City      |              |